# Grand Theft Auto (jogo eletrônico)
Grand Theft Auto é um jogo eletrônico de ação-aventura desenvolvido pela DMA Design, publicado pela BMG Interactive e distribuído pela Take-Two Interactive. É o primeiro título da série Grand Theft Auto e foi lançado em novembro de 1997 para MS-DOS e Microsoft Windows, em dezembro para PlayStation e em outubro do ano seguinte para Game Boy Color. O jogo segue a história de um criminoso que começa sua carreira realizando pequenos trabalhos para gângsters e aos poucos vai chamando a atenção de grandes criminosos, desde mafiosos a policiais corruptos. Suas ações levam-no a diferentes cidades, cada uma com seus próprios inimigos e aliados, enquanto o protagonista sobe no submundo da criminalidade.
A jogabilidade é apresentada a partir de uma perspectiva aérea e coloca o jogador dentro de um mapa com liberdade total, não estando obrigado a realizar missões, apesar de elas serem necessárias para desbloquear novos níveis. Grand Theft Auto inicialmente começou como um jogo de polícia e ladrão chamado Race 'n' Chase em que o jogador controlava policiais perseguindo criminosos. Entretanto, o conceito foi considerado maçante e a ideia de jogar como o criminoso foi adotada. Os criadores trabalharam muito para garantir que o jogador tivesse a liberdade de jogar da maneira que desejasse.
Grand Theft Auto criou grande controvérsia antes mesmo de seu lançamento por causa de seu conteúdo violento, com discussões ocorrendo até na Câmara dos Lordes sobre proibir a sua venda. Toda sua campanha de divulgação, organizada pelo publicitário Max Clifford, foi baseada na criação de polêmicas que serviriam como promoção gratuita para o título. Apesar de críticas quanto à qualidade dos gráficos e dos controles, Grand Theft Auto teve bons números de vendas e foi elogiado pela liberdade de sua jogabilidade e o nível de entretenimento que proporcionava aos jogadores. Duas expansões se passando na Inglaterra da década de 1960 foram lançadas, acrescentando mapas, armas e veículos totalmente novos.

## Jogabilidade

Imagem de Grand Theft Auto mostrando a visão aérea, os veículos e o protagonista ao centro.

Grand Theft Auto se passa em três cidades diferentes: Liberty City, San Andreas e Vice City. As três são baseadas em locais reais dos Estados Unidos: Nova Iorque, São Francisco e Miami, respectivamente. Cada localidade é bem distinta da outra, com suas principais características também sendo tiradas de suas contrapartes do mundo real: Liberty City é cheia de arranha-céus, Vice City é coberta por palmeiras e possui muitas praias, e San Andreas tem várias ladeiras íngremes. As três cidades são povoadas por diferentes pedestres e mais de vinte tipos de veículos, como ônibus e esportivos. Dentro dos veículos é possível sintonizar estações de rádio que transmitem músicas e notícias.
É um jogo de mundo aberto em terceira pessoa visto a partir de uma perspectiva aérea. A câmera se distancia quando o jogador entra em algum veículo a fim de lhe proporcionar uma melhor visão de seu arredores, e se aproxima quando o jogador está a pé ou dirigindo devagar, para que ele possa melhor visualizar os detalhes das ruas e pedestres.
Quatro tipos diferentes de armas estão disponíveis para o jogador utilizar: pistola, metralhadora, lança-chamas e lança-granadas-foguete. Cada vez que o jogador realiza uma ação criminosa, como matar ou roubar, ele ganha pontos que são mostrados no canto superior direito da tela. Entretanto, sucedidas ações criminosas aumentam seu "nível de procurado" que é simbolizado por estrelas, e quanto o maior número de estrelas mais agressivamente a polícia perseguirá o jogador. Outro meio de conseguir pontos é através das missões principais; apesar do jogo não obrigar os jogadores a realizá-las, elas são necessárias para desbloquear as novas cidades. Grand Theft Auto dá liberdade para que o jogador escolha o seu próprio modo de jogar: como quer navegar pelas cidades, como quer realizar as missões, se quer matar ou não pedestres nas ruas.

## Sinopse

### Personagens
Ao iniciar Grand Theft Auto os jogadores têm oito opções de personagens protagonistas para escolher com quem jogar: Bubba, Divine, Katie, Kivlov, Mikki, Travis, Troy e Ulrika. Entretanto, não havia nenhuma mudança na jogabilidade ou na história do jogo caso um personagem fosse escolhido em detrimento de outro. Além do protagonista, os outros personagens de destaque são os criminosos que o jogador interage no decorrer da história, que são Robert "Bubby" Seragliano, Uncle Fu, El Burro, Samuel Deever e Brother Marcus. Seragliano é um mafioso chefe da família Vercotti e um homem obcecado em vingar a morte do pai. Fu é o chefe de uma gangue asiática e que lendariamente possui 130 anos de idade. El Burro é o líder de uma gangue latina que está em conflito com a gangue de Fu. Deever é um oficial corrupto da polícia de Vice City suspeito de vários crimes. E por fim Marcus é o líder da gangue Rastafaris e o maior traficante de drogas de Vice City.

### Enredo
O protagonista começa sua carreira em Liberty City realizando trabalhos para a gangue de Robert "Bubby" Seragliano. Depois de completar um número de serviços, ele é avisado por uma gangue rival que suas ações estão causando grande dano ao seu chefe, Sonetti. O protagonista mesmo assim continua trabalhando para Seragliano e mata Sonetti. Depois de mais trabalhos, Bubby o chama e o elogia, porém avisa que a polícia está cercando a gangue e seria uma boa ideia eles deixarem a cidade.
Assim que o protagonista chega em San Andreas ele é contatado pela gangue de Uncle Fu, começando a trabalhar para eles. Depois de fazer alguns trabalhos para a gangue, ele se encontra pessoalmente com Fu, que expressa sua gratidão pelos serviços e afirma que suas ações trouxeram honra para a família. Em seguida o protagonista entra no serviço de El Burro. Novamente, após vários trabalhos o protagonista conhece seu grato chefe pessoalmente, que o manda para a cidade de Vice City.
As ações do protagonista chamaram a atenção do policial corrupto Samuel Deever, que afirma ter evidências que podem colocá-lo na cadeia. Ele começa a trabalhar para o policial. O ciclo se repete e os dois se encontram pessoalmente, com Deever avisando para o protagonista tomar cuidado com suas atitudes. Em seguida ele passa a trabalhar para os Rastafaris até se encontrar com seu líder Brother Marcus, que acredita que o protagonista fez um excelente trabalho, porém que eles não vão se ver mais.

## Desenvolvimento

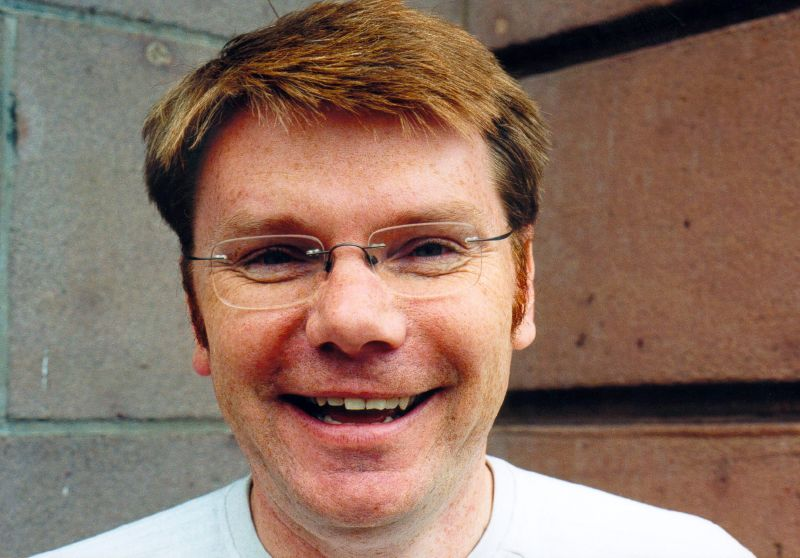
David Jones, fundador da DMA Design e produtor de Grand Theft Auto.

Grand Theft Auto foi originalmente concebido e desenvolvido pela companhia escocesa DMA Design, que havia sido fundada em 1987 por David Jones. A companhia ganhou proeminência ao longo da primeira metade da década de 1990 desenvolvendo os jogos da série Lemmings. Após o lançamento de três títulos da série e vários pacotes de expansão, a DMA por fim decidiu encarar um novo projeto por já terem em mãos "um motor interessante que havia sido desenvolvido".
A DMA havia se mudado para Dundee, Escócia, possuindo na época os melhores computadores disponíveis para o desenvolvimento de jogos. Suas instalações eram as maiores e mais potentes do Reino Unido. Jones viu a possibilidade de realizar seu sonho de criar uma cidade realista dentro de um jogo eletrônico. Ele tinha uma "fascinação com o quão viva e dinâmica uma cidade poderia ser usando o mínimo de memória e velocidade de processamento". Jones pediu para sua equipe encontrar ideias para tornar isso possível. Um programador construiu uma cidade vista do alto, enquanto outro pegou esse mesmo mapa e colocou carros correndo pelas ruas. Jones gostou do resultado e decidiu desenvolver um jogo a partir disso; para ele, o movimento dos prédios aliado aos carros e à câmera dava uma grande sensação de velocidade e altura. A ideia que foi formada tinha o jogador no papel da polícia que corre atrás de criminosos em perseguições de alta velocidade, um conceito simples e eficiente para Jones, que afirmou: "Polícia e ladrão tem uma estrutura natural que todo mundo conhece". O jogo foi chamado de Race 'n' Chase e recebeu mais detalhes, como pedestres que andavam pelas ruas e semáforos que faziam os outros carros pararem.
Com um demo pronto, Jones levou o Race 'n' Chase para a publicadora BMG Interactive, que há muito desejava trabalhar com a DMA na criação de jogos. Ele conseguiu um contrato de 3,4 milhões de libras esterlinas e um prazo de treze meses para desenvolver o título. Entretanto, logo ficou claro tanto para a equipe da DMA quanto para a da BMG que o jogo naquele conceito e forma estava maçante; era impossível dirigir em alta velocidade atrás dos criminosos e não atropelar os ícones dos pedestres que andavam pelas calçadas e, como o jogador estava no controle de um policial, seria repreendido pela morte de um inocente. A equipe decidiu então inverter os papéis e transformar o jogador no criminoso. Dessa maneira, se um pedestre fosse atropelado o jogador ganharia pontos ao invés de perdê-los. Como o roteirista Brian Baglow colocou: "Você é um criminoso, então, se fizer algo ruim, ganha uma recompensa!". As missões mudaram e passaram a envolver o protagonista roubando carros nas ruas e realizando tarefas para criminosos. A mudança era radical pois, até então na história dos jogos eletrônicos, o jogador na grande maioria das vezes jogava como o "herói". Essa alteração foi bem recebida e aprovada pela BMG, principalmente pelo executivo encarregado Sam Houser, que enxergou o produto como algo "cartunesco e absurdo".
A equipe de desenvolvimento começou a adicionar mais detalhes para a cidade, como árvores e efeitos sonoros, além de várias referências a filmes como Reservoir Dogs, James Bond e The French Connection. Houser via o jogo como um mundo ficcional e queria uma grande ênfase na liberdade do jogador. Para atender a esse desejo, a equipe criou três cidades distintas onde o jogo se passaria, todas baseadas em cidades reais. Jones escolheu aquelas que ele achava que causariam mais impacto: Miami, que foi transformada na cidade de Vice City; São Francisco, que se tornou San Andreas; e por fim Nova Iorque, que virou Liberty City.
Essa grande liberdade dada ao jogador criou um problema quando Race 'n' Chase foi para grupos de testes: muitas pessoas não se interessavam em realizar missões, achando mais divertido apenas matar e roubar pela cidade. Até então, as missões eram passadas aos jogadores através de cabines telefônicas específicas, mas depois de algumas discussões isso foi alterado para que todos os telefones pudessem passar missões ao jogador, eliminando a necessidade de ir a determinado lugar apenas para iniciar uma missão. Mesmo assim, Jones estava cético sobre um mundo tão aberto e livre; para ele os jogadores sempre precisam de um objetivo. Para resolver esse problema ele estabeleceu que o jogador precisaria acumular o maior número de pontos possíveis para passar de nível, comparando a ideia com um pinball.
Durante todo o processo de desenvolvimento, Jones e o resto da equipe da DMA priorizaram a jogabilidade ao invés dos gráficos, uma contratendência do mercado. Eles se focaram em usar a limitada capacidade de processamento dos computadores da época para aprimorarem a física do jogo, as ações da cidade e a inteligência artificial dos pedestres e dos inimigos. Essa atitude foi apoiada por Houser, que acreditava que os jogadores também concordariam com essa abordagem ao conferirem o resultado final: "O visual é o de menos. Se for uma experiência envolvente e divertida, as pessoas vão jogar".
Porém, no final de 1996 foi lançado Tomb Raider, um dos maiores sucessos de venda e crítica até então. O título tinha gráficos tridimensionais de grande qualidade para a época, além de uma protagonista carismática e chamativa. Os executivos da BMG passaram a temer que Race 'n' Chase, com gráficos bidimensionais simples e história clichê, não fosse ser atrativo para o público e crítica especializada, que costumavam priorizar a aparência de um jogo na hora de julgá-lo. A companhia quis abandonar o projeto, pressionando a DMA todos os meses. Uma pesquisa interna informal realizada com os funcionários da BMG elegeu Race 'n' Chase como o jogo mais provável de fracassar. Houser e seu irmão Dan Houser conseguiram acalmar a BMG e mantê-los no projeto; ao mesmo tempo a DMA manteve seu pensamento que uma boa jogabilidade compensaria gráficos inferiores.
A DMA tinha originalmente recebido da BMG um prazo de treze meses para o desenvolvimento, entretanto ele acabou demorando trinta meses para ficar completo. Ao final do ciclo de produção, a BMG achou que o título Race 'n' Chase não era muito bom e decidiu alterá-lo para Grand Theft Auto.

### Trilha sonora
A liberdade no mundo do jogo fez a equipe da DMA pensar que os jogadores gostariam de ouvir diferentes músicas enquanto dirigissem pela cidade, assim criaram a ideia de ter diversas estações de rádio que tocariam músicas dos mais variados gêneros. A composição de todas as músicas presentes nas rádios ficou a cargo de três membros da DMA: Colin Anderson, Craig Conner e Grant Middleton. Eles compunham as faixas das rádios e as gravavam durante as madrugadas nos próprios escritórios da empresa.
Grand Theft Auto tem sete emissoras de rádio: The Fix FM, Head Radio, Radio 76, N-CT FM, Brooklyn Underground 77.7, It's Unleashed on 93.5 FM e The Fergus Buckner Show. Além dessas, há também uma rádio pertencente à polícia. Todas podem ser ouvidas quando o jogador entra em algum veículo; no entanto, cada veículo recebe apenas um número limitado de emissoras. Os jogadores de PC e PlayStation podem retirar o CD do jogo quando ele acaba de carregar e substituí-lo por outro com suas próprias músicas. Quando o personagem entra em algum carro, o jogo toca aleatoriamente alguma música do CD.
O tema principal de Grand Theft Auto é "Gangster Friday", composto por Conner, canção creditada à banda fictícia Slumpussy e tocada na estação N-CT FM. Com a exceção da Head Radio, os nomes das canções e das estações de rádio nunca são mencionados durante o jogo.

## Divulgação e controvérsias

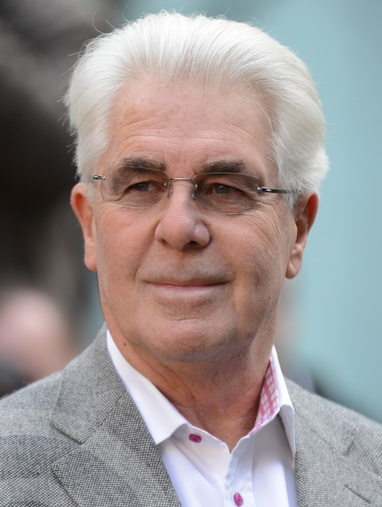
Max Clifford criou controvérsias nos meios de comunicação para promover Grand Theft Auto.

A BMG ainda estava temerosa sobre a baixa qualidade gráfica do jogo, mas principalmente sobre seu conteúdo violento. Dessa maneira, a companhia decidiu contratar o publicitário Max Clifford para realizar a divulgação do jogo. Clifford tinha um histórico de manipular tabloides e criar escândalos para divulgar seus clientes, muitas vezes entrando em conflito com membros conservadores da sociedade. Gary Dale, o chefe da BMG, disse ao publicitário que eles queriam "ter certeza de que podemos gerenciar esse tipo de conteúdo da maneira correta. [...] precisamos garantir o posicionamento correto tanto do jogo quanto da mensagem contida nele".
Clifford pensou diferente e conseguiu convencer os executivos da BMG a abraçar a violência do jogo ao invés de tentar ocultá-la ou afastá-la da mídia. Para ele a violência era parte integral do produto e não se podia escapar dela. Ele admitiu que Grand Theft Auto seria muito criticado por algumas pessoas, mas disse que não deveriam ter medo contanto que a classificação indicativa fosse respeitada. O publicitário então baseou a divulgação do jogo na criação de controvérsias na mídia e no governo britânico sobre seu conteúdo, explicando: "Vamos encorajar as pessoas certas a acreditar que seria bom para elas se posicionar contra esse jogo ultrajante e criticá-lo". O plano era gerar uma divulgação gratuita que acabaria encorajando o público jovem a comprar o produto. A ideia foi bem recebida pelos irmãos Houser, porém Jones e a DMA ficaram muito inseguros em promover Grand Theft Auto apenas na base da controvérsia.
Clifford foi atrás dos seus contatos no governo e plantou informações sobre o jogo. Algum tempo depois em 20 de maio de 1997, cinco meses antes do lançamento de Grand Theft Auto, lorde Gordon Campbell, Barão Campbell de Croy, foi à Câmara dos Lordes do Reino Unido falar sobre a violência do jogo e como, na opinião dele, o título era um perigo para as "crianças" e "jovens" do país. A discussão tomou a câmara, com muitos lordes defendendo que o jogo não deveria receber permissão para ser vendido em território britânico. Ficou decidido que a British Board of Film Classification, órgão responsável pela classificação de entretenimento no Reino Unido, avaliaria Grand Theft Auto e decidiria se ele poderia ser legalmente vendido.
As discussões na Câmara dos Lordes chamaram a atenção da mídia. O jornal Daily Mail escreveu "jogo criminoso que faz apologia a assaltantes", também listando as atividades que o jogador podia realizar: "Imagine-se [...] roubando veículos exóticos e cometendo seu primeiro assassinato, matando policiais, vendendo drogas, roubando bancos e até exterminando imigrantes ilegais!". Outros jornais se seguiram com manchetes e artigos semelhantes, todos enfantizando a má influência que Grand Theft Auto poderia ser para os jovens. O porta-voz da Scottish Motor Trade Association afirmou que "expor as mentes da juventude para o crime automobilístico dessa maneira é deplorável". A BMG ficou feliz com a repercussão e os resultados, e aos poucos até mesmo a DMA passou a sentir o mesmo.
A fim de aumentar ainda mais as controvérsias, Clifford fez propaganda nos rádios com trechos dos debates na Câmara dos Lordes, espalhou multas falsas com o logotipo do jogo por estacionamentos de convenções de jogos e um pôster com uma lista de atividades criminais que o jogador podia realizar. Quando Baglow ralou seu carro em uma árvore, Clifford circulou a informação distorcida que um dos criadores de Grand Theft Auto havia sofrido um enorme acidente automobilístico e teve sua carteira de motorista apreendida. Apesar de Baglow ter gostado da "brincadeira", Jones ainda estava reticente e não acreditava que várias pessoas estavam criticando um jogo ainda não lançado.
A British Board of Film Classification havia contratado um psicólogo da Universidade de Nottingham Trent para estudar o jogo e o veredito final foi emitido pouco antes do lançamento. O pronunciamento citava que a violência de Grand Theft Auto "não tem precedentes", porém não proibiu sua venda e o classificou como um produto recomendado para maiores de dezoito anos. A BMG ficou muito satisfeita com a classificação e o resultado da campanha, com Clifford estimando que haviam alcançado por volta de treze milhões de pessoas apenas com as controvérsias. Mesmo tendo recebido classificações similares ao redor do mundo, o jogo ainda assim atraiu polêmicas semelhantes em países como a Alemanha e França, enquanto o Brasil proibiu completamente sua venda em território nacional.

## Lançamento
O plano da BMG era iniciar o lançamento de Grand Theft Auto no Reino Unido, depois ir para os Estados Unidos e em seguida expandir para outros mercados. Suas plataformas originais eram MS-DOS e Microsoft Windows, porém um mês depois ele também foi lançado para PlayStation. O jogo estreou em território britânico em 28 de novembro de 1997, porém de acordo com o jornalista David Kushner, "o lançamento de GTA parecia secundário perto do próprio hype". Nos Estados Unidos o jogo chegou em fevereiro de 1998. A ASC Games de Connecticut ficou encarregada de distribuí-lo nas plataformas PC enquanto a Take-Two Interactive cuidou do lançamento para PlayStation. A ASC seguiu o mesmo plano de Clifford no Reino Unido e também promoveu o título por meio de controvérsias, e dessa forma várias publicações norte-americanas correram matérias similares às britânicas que ressaltavam o conteúdo violento e a liberdade dada ao jogador em Grand Theft Auto.
Grand Theft Auto também seria lançado para Nintendo 64 por volta do final de 1999, contendo supostamente melhoramentos nos controles e nos gráficos, além da adição de novos níveis e características do jogador. Junto com isso existiram certas discussões sobre a possibilidade da Nintendo censurar o jogo por causa da linguagem e da violência. Entretanto, a versão foi cancelada antes mesmo de qualquer material ter sido divulgado. Mesmo assim uma versão para Game Boy Color foi lançada em outubro de 1999 na Europa e em novembro nos Estados Unidos, com a Tarantula Studios tendo ficado encarregada da conversão.

### Conteúdo adicional
A primeira expansão de Grand Theft Auto foi London, 1969, lançada em maio de 1999 para as versões de computadores e de PlayStation, sendo a primeira expansão disponibilizada na história do console da Sony. O jogo se passa em uma recriação da cidade de Londres no ano de 1969 e, similarmente ao original, o jogador pode escolher dentre oito personagens principais assim que começa. A história também é semelhante a original e envolve um criminoso realizando trabalhos para vários chefões a fim de subir no submundo do crime. Todos os veículos foram modelados para se assemelharem a automóveis do final da década de 1960 e as ruas seguem a mão inglesa. As estações de rádio tocam músicas inglesas da época, porém não houve nenhum melhoramento nos gráficos e nos controles.
A segunda expansão foi London, 1961, lançada um mês depois de London, 1969 apenas por download para computadores, sendo uma das primeiras expansões disponíveis nesse formato. London, 1961 era na verdade uma expansão da primeira expansão, necessitando sua instalação para poder ser jogável. Ela acrescentava novas missões e veículos e um novo modo multijogador em um mapa inspirado na cidade de Manchester, porém novamente nenhuma inovação nos gráficos ou nos controles.
A decisão de colocar as duas expansões se passando em Londres veio principalmente de Sam Houser, que nasceu e viveu durante muitos anos na cidade antes de se mudar para os Estados Unidos. Ele queria realizar uma versão digital do filme policial Get Carter de 1971, que por acaso tinha no elenco sua mãe, a atriz Geraldine Moffat. De acordo com Houser: "Nos anos 1960, Londres era glamorosa, enganadora e popular, mas com uma constante tendência ultraviolenta".

## Recepção

### Crítica
Grand Theft Auto recebeu críticas geralmente boas e medianas para suas versões no PC e no PlayStation, porém a conversão para Game Boy Color teve críticas muito piores quando comparada às outras plataformas. As análises elogiavam a liberdade dada ao jogador e o nível de entretenimento que proporcionava, porém criticavam os controles e os gráficos inferiores. No site agregador de resenhas Game Rankings, a versão para computadores tem uma média de aprovação de 78.50%, a versão para PlayStation ficou com 68.33%, enquanto a versão de Game Boy tem uma classificação de apenas 57.33%.
Steve Bauman da Computer Games Strategy Plus elogiou a diversão proporcionada e conceito criminal, dizendo que "o modo divertido com o qual o jogo aceitou a anarquia é revigorante, deixando de lado o ponto de vista bonzinho encontrado na maioria dos jogos", dando uma nota 9/10 e definindo Grand Theft Auto como um "joguinho brilhante". A PlayStation Magazine também gostou muito do jogo e o chamou de "um dos lançamentos mais originais, inovadores, tecnicamente impressionantes e controversos da história do PlayStation".
A GameSpot foi mais contida em suas duas resenhas, uma para a versão de PlayStation e outra para a de computadores. Ryan Mac Donald avaliou o jogo no PlayStation e achou os gráficos bem simples e os controles excessivamente difíceis, porém elogiou seus efeitos sonoros, música e acima de tudo a liberdade que dava ao jogador. Mac Donald concluiu sua resenha com uma nota 8/10 escrevendo que "eu amei o jogo e recomendaria para qualquer um que não tenha problemas com violência ou linguagem adulta". Tasos Kaiafas realizou a crítica para computadores, porém deu uma nota mais baixa em 6,4/10; ele disse que Grand Theft Auto era divertido, porém necessitava de paciência. Ele elogiou a física dos veículos, mas também criticou os controles, concluindo seu texto com "ele não vai ganhar nenhum prêmio. Aspirantes a sociopatas capazes de lidar com alguns defeitos vão se divertir muito".
Scott A. May da Computer Gaming World teve uma análise negativa das versões para computador, dizendo que a "ASC Games [distribuidora norte-americana] precisa desesperadamente de um sucesso no PC, porém não sei se Grand Theft Auto será ele. É uma diversão deprava, porém uma cuja reputação acaba excedendo sua significância". Já a GamePro e a Gaming Age não acharam o jogo nem um pouco divertido, com a segunda dizendo que Grand Theft Auto eventualmente ficava "chato". Similarmente a Digital Press deu uma nota 5/10 criticando os controles e os gráficos, concluindo a resenha dizendo que "A única característica interessante do jogo seria ver quantas pessoas ainda o acham divertido sem a violência em massa".
As versões para Game Boy Color foram as mais criticadas. Craig Harris da IGN achou que os controles permaneceram ruins, a qualidade sonora era muito baixa e ainda criticou a falta de carros nas ruas, "que não é exatamente uma boa coisa quando toda a ideia é parar carros para roubá-los"; ele concluiu sua resenha com uma nota 4/10 aconselhando os jogadores a não comparem a versão a menos que gostassem da versão para console. A Nintendo Power foi um pouco mais positiva com uma nota 6,2/10, porém também criticou os controles e afirmou que "o único controle de jogo bom em Grand Theft Auto é a operação do botão de ligar e desligar".
A pior das resenhas ficou com a Entertainment Weekly, que deu ao jogo uma nota "F" e escreveu "caça-níqueis ofensivo [...] tão monótono quanto desconfortável (você ganha pontos de bom comportamento com seu mafioso, porém), deixa o jogador à mercê de gráficos datados e um jogo que te enche de culpa, mas nenhum prazer".
A equipe da DMA e da BMG já esperavam críticas voltadas aos controles e os gráficos, porém não acharam que seriam citadas frequentemente, esperando que a jogabilidade de mundo aberto fosse ser o suficiente para atrair a maior parte do foco. Como Dan Houser colocou: "Se é legal de se jogar, o visual pouco importa".

### Vendas
Grand Theft Auto permaneceu durante 26 semanas na lista dos mais vendidos do Reino Unido, algo extremamente incomum já que jogos mais antigos sempre perdem lugar para novos lançamentos. As vendas mesmo assim foram modestas, porém mantiveram-se estáveis em aproximadamente dez mil cópias por semana. Isso ocorreu muito por conta do boca a boca de diversos jogadores recomendando o título a outros. Ele vendeu por volta de quinhentas mil cópias em território britânico, arrecadando uma quantia de 25 milhões de libras esterlinas, muito acima do orçamento total do jogo, que consistiu principalmente nos salários da equipe. No final, o jogo veio a vender mais de um milhão de cópias mundialmente e gerou milhões em receita para suas companhias envolvidas.

## Legado

Logotipo da série usado a partir de Grand Theft Auto III.

Grand Theft Auto foi um dos jogos eletrônicos de maior controvérsia até então. Anteriormente, a enorme maioria dos jogos colocava o jogador apenas em situações que o obrigavam a realizar atividades positivas. As exceções, como Wolfenstein 3D e Doom, ainda permaneciam um pouco obscuras e limitadas. A visão muito difundida até a década de 1990 pensava que os jogos eram produtos principalmente para crianças e seus conteúdos deviam estar de acordo com esse público, porém Sam Houser achava que existia um grande mercado disponível para satisfazer adultos que desejavam conteúdos mais maduros do que até então estava disponível. A decisão de contratar Clifford para realizar a divulgação, um publicitário influente e controverso, foi algo inédito para a indústria. As controvérsias geradas por Clifford sobre o conteúdo e seu possível efeito no público jovem eram miradas justamente nesse pensamento que tais produtos destinavam-se apenas a crianças, fazendo com que a campanha de Grand Theft Auto ficasse muito eficiente.
Grand Theft Auto foi o primeiro jogo de grande destaque e impacto a incentivar que seus jogares realizassem ações criminosas dentro do mundo do jogo. Apesar de não ter sido o primeiro jogo a se ambientar em um mundo aberto (a série The Legend of Zelda já fazia isso há muito tempo, por exemplo), ele foi pioneiro ao não obrigar seus jogadores a fazerem missões, mesmo incentivando-os para ganhar benefícios. Era possível para o jogador andar pelas cidades causando caos e nunca iniciar uma missão sequer.
Apesar do sucesso do jogo e a repercussão que teve na mídia, suas vendas não foram grandiosas e o mercado continuava dominado por títulos voltados para o público mais infantil. Mesmo assim, seu lucro e impacto foram o suficiente para que uma sequência fosse encomendada. Sua produção começou na mesma época de London, 1969. A sequência, Grand Theft Auto 2, estreou no final de 1999 com uma nova história e cidade, além de gráficos e jogabilidade aprimorada. No meio tempo entre os dois jogos a BMG virou uma subsidiária da Take Two, Sam Houser tornou-se seu presidente, ela se mudou para um escritório em Nova Iorque e foi renomeada para Rockstar Games. Jones também vendeu DMA, para uma empresa chamada Gremlin Interactive, porém permaneceu em Dundee.
Jones deixou a produção dos jogos da série após Grand Theft Auto 2, enquanto Sam Houser passou ao cargo de produtor executivo e Dan Houser virou o roteirista. Foi apenas com Grand Theft Auto III em 2001 que a série realmente alcançou grande sucesso. Com gráficos tridimensionais graças a plataforma PlayStation 2, uma história não mais clichê e atores famosos dublando os personagens, o título se tornou o jogo mais vendido do ano em apenas dois meses e um dos mais aclamados da história dos jogos eletrônicos. A violência foi aumentada e consequentemente as polêmicas, e junto a série começou a receber vários processos pelo conteúdo, principalmente vindos do advogado Jack Thompson. Mesmo com toda a polêmica, cada novo título passou a ser recebido com aclamação de crítica e recordes de vendas. Atualmente, a série Grand Theft Auto é um dos maiores sucessos do entretenimento mundial, já tendo vendido mais de 150 milhões de cópias em diversas plataformas e arrecadado bilhões em dólares. O décimo primeiro título da série, Grand Theft Auto V, é sozinho o detentor de sete Guinness World Records, rendendo oitocentos milhões de dólares em receita nas primeiras 24 horas de venda e um bilhão nos primeiros três dias, tornando-se o maior lançamento da história do entretenimento e o produto que mais vendeu em menos tempo.